# Championnat du Maroc de football 1979-1980
Navigation
Édition précédente Édition suivante
Le Championnat du Maroc de la saison 1979-1980 est remporté par le SCCM de Mohammédia.

## Classement
| Rang | Équipe                       | Pts | J  | G  | N  | P  | Bp | Bc | Diff |
| ---- | ---------------------------- | --- | -- | -- | -- | -- | -- | -- | ---- |
| 1    | Chabab Mohammédia            | 68  | 30 | 14 | 10 | 6  | 39 | 29 | +10  |
| 2    | Wydad AC                     | 67  | 30 | 12 | 13 | 5  | 38 | 25 | +13  |
| 3    | Union de Mohammédia P        | 64  | 30 | 11 | 12 | 7  | 35 | 27 | +8   |
| 4    | KAC de Kénitra V             | 63  | 30 | 9  | 15 | 6  | 33 | 26 | +7   |
| 5    | FUS de Rabat                 | 63  | 30 | 9  | 15 | 6  | 25 | 21 | +4   |
| 6    | Maghreb de Fès T CdT         | 62  | 30 | 9  | 14 | 7  | 25 | 22 | +3   |
| 7    | Mouloudia Club d'Oujda       | 60  | 30 | 11 | 8  | 11 | 38 | 33 | +5   |
| 8    | Raja de Beni Mellal          | 60  | 30 | 8  | 14 | 8  | 29 | 31 | -2   |
| 9    | Raja CA                      | 59  | 30 | 8  | 13 | 9  | 29 | 26 | +3   |
| 10   | Difaâ d'El Jadida            | 59  | 30 | 8  | 13 | 9  | 24 | 22 | +2   |
| 11   | Association sportive de Salé | 59  | 30 | 8  | 13 | 9  | 26 | 29 | -3   |
| 12   | FAR de Rabat                 | 59  | 30 | 10 | 8  | 12 | 41 | 34 | +7   |
| 13   | Moghreb de Tétouan P         | 58  | 30 | 9  | 10 | 11 | 32 | 39 | -7   |
| 14   | CODM de Meknès               | 56  | 30 | 5  | 16 | 9  | 27 | 37 | -10  |
| 15   | Union de Sidi Kacem          | 54  | 30 | 8  | 8  | 14 | 26 | 47 | -21  |
| 16   | Kawkab de Marrakech ↓        | 50  | 30 | 5  | 9  | 16 | 22 | 35 | -13  |

- Champion
- Vice-champion
- Relégué en Championnat du Maroc de football D2

- Abréviations

T : Tenant du titre

P : Vice-champion 1978-1979

CdT : Vainqueur de la Coupe du Trône de football 1979-1980

P : Promus de Championnat du Maroc de football D2 1978-1979
Promus: Renaissance de Settat, IR Fquih Ben Salah,Renaissance de Berkane,Mouloudia de Marrakech et Union de Touarga.

## Bilan de la saison
| Championnat du Maroc de football 1979-1980                        |                               |
| Champion                                                          | Chabab Mohammédia (1er titre) |
| Coupes et trophées                                                |                               |
| Vainqueur de la Coupe du Trône 1980                               | Maghreb de Fès                |
| Vainqueur de la Supercoupe du Maroc 1980                          | Chabab Mohammédia             |
| Qualifications continentales                                      |                               |
| Coupe des clubs champions africains 1981                          |                               |
| Coupe d'Afrique des vainqueurs de coupe 1981                      |                               |
| Promotions et relégations                                         |                               |
| Promus en Championnat du Maroc de football                        | Union de Touarga              |
| Promus en Championnat du Maroc de football                        | Mouloudia de Marrakech        |
| Promus en Championnat du Maroc de football                        | Renaissance de Berkane        |
| Promus en Championnat du Maroc de football                        | IR Fquih Ben Salah            |
| Promus en Championnat du Maroc de football                        | Renaissance de Settat         |
| Relégués en Championnat du Maroc de football de deuxième division | Kawkab de Marrakech           |